# Jacques Brel
Jacques Romain Georges Brel (Schaerbeek, Belgija, 8. travnja 1929. – Bobigny, Francuska, 9. listopada 1978.), belgijski šansonijer i glumac. 
Često se uspoređuje s Rimbaudom: ista zemljopisna pripadnost, isto naglo napuštanje umjetničke karijere u jeku slave, isti bijeg preko mora, ista prerana smrt. Brel nije samo pjevao šansone, već ih je živio cijelim bićem. Svakoj pjesmi prethodio je stvarni život, vlastito iskustvo, gorčine, traume i ljubavi, o čemu govori bez uvijanja i srama, dajući sebe publici kojoj pjeva kao svom posljednjem spasu. Bez laži i obmana, obrušava se na malograđanštinu, laž, pomanjkanje ljubavi, za kojom čezne cijelog života.
Brelova sjajna, burna i neumorna karijera traje od 1957. do 1967. godine kad naglo napušta scenu da bi se teško bolestan vratio u javnost tek 1977. godine kad, godinu dana prije smrti, snima posljednju ploču. 

## Životopis
Brel potječe iz građanske obitelji, otac mu je bio industrijalac te i sina zapošljava svojoj tvornici. Jacques se 1950. godine ženi i iz tog braka ima tri kćeri. No, njegova žestoka pobuna protiv malograđanštine, katoličkih stega i lažnog morala tobožnjeg sređenog građanskog života buknula je vrlo rano.
Već 1953. godine snima prvu ploču u Bruxellesu i putuje u Pariz na poziv Jacquesa Canettija koji ju je čuo i ponudio mu da nastupi uz mladog pjevača Mouloudjija. Brel stiže u Pariz bez ikakvih sredstava okušati sreću kao pjevač i skladatelj vlastitih pjesama. Nastupa po kabaretima Trois Baudets, l`Écluse, l`Échelle de Jacob i jedva preživljava. Već u prvim njegovim šansonama opaža se sklonost moraliziranju i neki sasvim novi sadržaji kakvih još nije bilo među drugim pjevačima. Pjesme su mu od početka bile strastvene, uzbudljive i uznemirujuće.
Godine 1957. nastupa sa Zizi Jeanmaire u Alhambri, a 1958. godine je pozvan u slavnu Olympiju kao dodatak glavnom programu i zamjena Francisu Lemarqueu koji se razbolio. Od tada mu popularnost stalno raste i već je 1961. godine na vrhuncu slave i godišnje održava do 300 koncerata. Trijumfalan koncert u Bobinou 1959. godine (La valse a mille temps), ponovno u Olympiji 1961. godine (Les bourgeois), nižu se međunarodne turneje u SAD-u i SSSR-u. Dušom i tijelom pjesnik, osvaja tekstovima i scenskim nastupom; poput uragana utjelovio je u sebi sve nemire i kaotični karakter 20. stoljeća, koje je u njegovoj pjesmi vibriralo poput prenapregnutog motora.
Nekoliko njegovih šansona spadaju u najljepše stranice kantautorske šansone francuskoga govornog područja. Nezaboravnu pjesmu Le plat pays (Ravna zemlja) posvetio je rodnom belgijskom Brabantu, čije pejzaže opisuje u prelijepim slikama, dok se s druge strane nemilosrdno obrušava na svoje sunarodnjake Flamance koje nimalo nije volio. Njegova šansona Ne me quitte pas koju će kasnije interpretirati i prepjevati brojni šansonijeri diljem svijeta, možda je najljepša ljubavna šansona uopće. 
Na vrhuncu iscrpljujuće petnaestogodišnje karijere 17. svibnja 1967. godine naglo napušta pozornicu javno se oprostivši od publike na svom posljednjem recitalu u malom kinu u gradiću Roubaixu. Nije htio iznevjeriti iskrenost, nije se htio ponavljati, a pogotovo ne glumiti ekstaze koje je redovito doživljavao pjevajući svoje šansone. Kao ni u svojim pjesmama, ni u životu nije podnosio laž i pretvaranje.
Okušao se zatim na filmu i potom povukao i doslovce nestao dok se nije saznalo da se nalazi na Markižanskom otočju. Već je bio teško bolestan. Godinu dana prije smrti vratio se u Pariz gdje od 5. rujna do konca listopada 1977. godine u najvećoj tajnosti snima svoju posljednju ploču s novim pjesmama. Imao je 17 novih naslova što je bilo previše za jednu ploču, te je pet pjesama morao izbaciti koje će se izdati posmrtno.
Pokopan je na otočju Marquesas-Martinique, gdje počiva i veliki francuski slikar Paul Gauguin.

## Diskografija
- 1953. prvi single: La Foire / Il y a
- 1954. prvi album: Jacques Brel et ses chansons
- 1957. Quand on n'a que l'amour, Heureux Pardons,…
- 1958. Je ne sais pas, Au printemps,…
- 1959. La Valse à mille temps, Ne me quitte pas, Je t'aime, Isabelle, La Mort,…
- 1961. Marieke, Le Moribond,…
- 1962. Olympia 1961
- 1963. Les Bigotes, Les Vieux, La Fanette,…
- 1964. Jef, Les Bonbons, Mathilde,…
- 1964. Olympia 1964
- 1965. Ces gens-là, Fernand,…
- 1967. 67 comprenant Mon enfance, À jeun,…
- 1968. Vesoul, L'Éclusier,…
- 1970. L'Homme de la Mancha
- 1972. Nouveaux enregistrements de vieilles chansons
- 1977. Les Marquises
- 1988. L'Intégrale
- 2003. Coffret intégral 2003

## Filmografija
- 1968. Les Risques du métier (André Cayatte)
- 1968. La Bande à Bonnot (Philippe Fourastié)
- 1969. Mon oncle Benjamin (Édouard Molinaro)
- 1970. Mont-Dragon (Jean Valère)
- 1971. Les Assassins de l'ordre (Marcel Carné)
- 1971. Franz režiser
- 1972. L'aventure c'est l'aventure (Claude Lelouch)
- 1972. Le Bar de la Fourche (Alain Levent)
- 1973. Far West režiser
- 1973. L'Emmerdeur (Édouard Molinaro)

## Vanjske poveznice
- Fondacija Jacques Brel
- Brelitude
- Diskografija
- Tekstovi šansona Jacquesa Brela[neaktivna poveznica]